# Hiérothée Ier d'Alexandrie
Pour les articles homonymes, voir Hiérothée.
Hiérothée Ier d'Alexandrie (né à Klinovo, Trikala, Grèce et mort en 1845) est pape et patriarche orthodoxe d'Alexandrie et de toute l'Afrique du 10 novembre 1825 au 20 septembre 1845.